# 広河内岳
広河内岳（ひろごうちだけ）は、山梨県と静岡県とにまたがる赤石山脈にある山。標高は2,895m。

農鳥岳の南2kmほどのところにあり、この広河内岳より南の赤石山脈を白峰南嶺という。

## 近隣の山小屋
- 大門沢小屋